# Сьомка Олег Михайлович
Олег Михайлович Сьомка (нар. 15 січня 1975) — український футболіст, півзахисник. Футбольний агент.

## Кар'єра гравця
Вихованець динамівської ДЮСШ. В Україні грав в командах нижчих дивізіонів «Рось» (Біла Церква), «Оболонь» (Київ), «Кремінь» (Кременчук), «Черкаси», «Нафтовик» (Охтирка), «Миколаїв» і «Освіта» (Бородянка).
Двічі в період 2003-2004 і 2005 роках грав у вищому дивізіоні чемпіонату Казахстану. Під час першого «вояжу» грав в командах «Есіль-Богатир» і «Екібастузець». У 2005 році вдруге виступав за «Екібастузець». Партнерами Анатолія в казахській команді були семеро українців, зокрема, Едуард Столбовий, Андрій Оксимець, Андрій Зав'ялов, Анатолій Вертелецький і Сергій Яковенко.
Після завершення ігрової кар'єри в квітні 2006 року перейшов на роботу футбольним агентом (ліцензія ФФУ № 025) в агентство «S.V.S», головою якого є Костянтин Сосенко.